# Schneiderbach (Aubach)
Der Schneiderbach ist ein Fließgewässer im bayerischen Landkreis Rosenheim. Der kurze rechte Zufluss zum Aubach entsteht im bayrischen Voralpenland bei Kohlstatt, fließt südwärts, bevor er nach kurzem Lauf von rechts in den Aubach mündet.